# せとうち
せとうちは、四国中央フェリーボートが運航していたフェリー。

## 概要
四国中央フェリーボートの第二船として高知重工業で建造され、1970年4月に就航した。
1973年5月19日、20時25分ごろ、川之江港から神戸港へ向かって航行中、播磨灘で機関室から出火して沈没した。乗客35人と乗組員23人は総員退船して救命筏で漂流中、近くを航行中だった関西汽船の六甲丸 (初代)に救助された。

### 航路
- 神戸港（東神戸フェリーセンター） - 川之江港

本船と同型船のいしづちの2隻で1日3便で運航していた。